# Максим, Хайрем Стивенс
Сэр Ха́йрем Сти́венс Ма́ксим (иногда Мэ́ксим, англ. Hiram Stevens Maxim, 5 февраля 1840 — 24 ноября 1916) —  американо-британский изобретатель и оружейник, создатель одного из самых знаменитых пулемётов — пулемёта Максима.

## Биография
Хайрем Максим родился 5 февраля 1840 года в американском городе Сэнгервиле (штат Мэн, США). Отец Максима — потомок некогда эмигрировавших из Франции гугенотов — имел небольшую ферму. В 1846 году отец Максима решил оставить земледелие и переселиться в город. Здесь он сделался токарем по дереву, а затем приобрёл небольшую мельницу. В городе Хайрем смог доставать книги. Особенно привлекали его книги по географии и астрономии. Токарное ремесло, с которым он ознакомился в мастерской отца, определило первые шаги его самостоятельной карьеры. В четырнадцать лет Хайрем был отдан в обучение к деревенскому экипажному мастеру.

### Изобретательская деятельность
После окончания начальной школы работал на заводах в Фитчбурге, Бостоне и Нью-Йорке в должности чертёжника и мастера. В это время Максим изобретает различные устройства: машины для добывания светильного газа, питания паровых котлов водой и другие изобретения. В 1864 году Максим поселился в Фичбурге, у своего дяди Лави Стивенса, владевшего солидной механической мастерской, куда Максим устроился на работу. У Стивенса Максим конструирует усовершенствованный регулятор для газовых горелок и автоматический огнетушитель. Разойдясь с дядей, Максим поступил в мастерскую физических приборов Оливера Дрейка, у которого он приобрёл большие знания по точной механике. Благодаря Драйку Максим приобрёл репутацию талантливого и знающего инженера. Переселившись в Нью-Йорк, Максим познакомился там с Шуйлером, учредителем и президентом первой в Америке компании электрического освещения. Шуйлер предложил молодому инженеру стать главным управляющим нового предприятия. Этот период деятельности Максима был посвящён почти исключительно электротехнике. Он занимался усовершенствованием динамо-машин, электродвигателей и аккумуляторов; им были взяты патенты на новый тип коммутатора, различные системы счетчиков, проводов, электрических приборов для зажигания и. т. д.. Изучив электротехнику, Максим в 1877 совместно с Вильямсоном и др. основал компанию, занимающуюся электрическим освещением, и в 1881 году на выставке в Париже выставлял несколько моделей динамо-машин и ламп накаливания. К этому периоду относятся несколько споров между Максимом и Эдисоном из-за патентов на лампы накаливания.

### Иммиграция в Англию
В 1881 году эмигрировал в Англию и занялся разработкой оружия, в том числе знаменитого пулемёта. Кроме пулемета: Максим занимался изобретением подводных мин и торпед, он же разработал проект воздушной торпеды. Наибольшее значение имеют его работы по усовершенствованию взрывчатых веществ. В этой области с именем Максима связано введение бездымного пороха, применение которого произвело целый переворот в стрелковом и артиллерийском деле. В 1888 вместе с Норденфельтом основал завод для производства скорострельных пушек и пулемётов. В 1896 году этот завод был куплен компанией Виккерс. В 1899 году стал натурализованным подданным Великобритании. В 1901 году за выдающиеся изобретения королева Виктория произвела Максима в рыцари.
Помимо весьма удачных моделей оружия изобретатель создал ряд вполне мирных продуктов, в частности, мышеловку и «Трубку мира» — ингалятор смеси масел ментола и грушанки непальской для лечения респираторных заболеваний. В последние годы жизни занимался также разработкой летательных аппаратов.
Максим умер 24 ноября 1916 года в Лондоне (район Стретем). Похоронен на кладбище Уэст-Норвуд. Сын изобретателя, Хайрем Перси Максим, стал основателем Лиги радиолюбителей.

## Пулемёт
Максим занялся разработкой оружия после переезда в 1881 году в Англию. Позже, в одном из интервью Максим сказал, что как-то встретил знакомого американца в Вене в 1882 году, и тот, сказал: «Бросай свою химию и электричество. Если хочешь заработать кучу денег, придумай что-нибудь, что позволит этим европейцам ещё лучше перегрызать друг другу глотки…». В 1884 он создал первую модель своего знаменитого пулемёта «Максим». По собственным словам, его идея использования энергии отдачи для перезарядки оружия родилась из-за сильной отдачи при стрельбе из ружья, испытанной в юности.

## Постройка самолёта
В последние годы жизни занимался разработкой летательных аппаратов. Им был построен гигантский четырёхплан с паровым двигателем, который должен был взлетать с железнодорожной колеи. Машина имела 5 поддерживающих плоскостей и была снабжена двумя паровыми машинами по 150 л. с. работавших на два двухлопастных винта, диаметром по 5,4 метра. Высота аппарата была 10,6 метров, размах несущих плоскостей 31,5 метра, общая поверхность — 522 квадратных метра. Вес- 2,5 тонны. При испытаниях в 1894 году в Бексли самолёту удалось достичь взлётной скорости, но сразу после отрыва от земли он рухнул на крыло. Измерительные приборы показали подъемную силу в 3 500 кг, на 1000 кг больше, чем вес машины. Восстанавливать аппарат и продолжать изыскания Максим не стал. Причина неудачи аппарата Максима заключалась в отсутствии поперечного управления.